# Life in the United Kingdom
Life in the United Kingdom est un test sur support informatique qui fait partie des prérequis pour toute personne souhaitant obtenir un droit illimité de séjour (en) (en anglais : indefinite leave to remain) au Royaume-Uni ou une naturalisation pour devenir citoyen britannique. Son objectif est de prouver que le candidat possède suffisamment de connaissances sur la vie britannique. Ce test est obligatoire depuis le Nationality, Immigration and Asylum Act de 2002 (en). Il est composé de 24 questions qui couvrent des thématiques variées telles que les valeurs britanniques, l'histoire, les traditions et la vie de tous les jours. Le test est fréquemment critiqué pour être composé d'erreurs factuelles, ainsi que pour avoir des questions auxquelles même les Britanniques lambda ne sauraient pas répondre. Il est également considéré comme un « mauvais questionnaire de pub » et « inadapté aux attendus ».

## Objectifs
Réussir le test répond au besoin d'avoir des « connaissances suffisantes sur la vie au Royaume-Uni ». Ce principe est rendu obligatoire pour toute naturalisation le 1er novembre 2005 et pour tout droit illimité de séjour le 2 avril 2007.
Au départ, seul le fait d'assister à un cours « ESOL (pour English for Speakers of Other Languages, en français : « Anglais pour Locuteurs Étrangers ») with Citizenship » permettait de réussir le test Life in the United Kingom, mais depuis 2013, les candidats doivent à la fois avoir des connaissances linguistiques et réussir le test pour voir leur demande validée. Les connaissances linguistiques peuvent être justifiées par l'obtention d'une certification en anglais de niveau B1, B2, C1 ou C2, ou en prouvant que le candidat a obtenu un diplôme enseigné en langue anglaise.
Légalement, avoir des connaissances suffisantes en gallois ou en gaélique écossais peut également suffire en ce qui concerne les connaissances linguistiques. Les directives du bureau de l’Intérieur stipulent que si un candidat souhaite passer ce test dans ces langues (par exemple les Canadiens parlant le gaélique ou les Argentins parlant le gallois), des dispositions seront prises pour qu’il le fasse,. Seul un test a été réalisé dans les deux langues jusqu'en 2020,.
En septembre 2002, le secrétaire d'État à l'Intérieur David Blunkett annonce que la mise en place d'un test serait envisagée pour accorder la nationalité britannique. Il nomme à ce titre un « Groupe consultatif sur la vie au Royaume-Uni » présidé par Sir Bernard Crick afin de formuler le contenu du test. En 2003, le groupe rend son rapport, intitulé « The New and the Old ». Il contient des recommandations pour la conception et le déroulement du test. Des divergences d'opinions ont été constatées parmi les membres du comité sur certaines questions, et de nombreuses recommandations n'ont pas été adoptées par le gouvernement.

## Contenu
Le test dure 45 minutes pendant lesquelles le candidat doit répondre à 24 questions à choix multiples. Pour réussir le test, le candidat doit obtenir une note supérieure ou égale à 75 %, soit au moins 18 bonnes réponses. Ce test n'est pas géré par l'agence des visas du bureau de l'Intérieur, mais par Learndirect, une entreprise privée. Au 20 juillet 2021, un test coûtait 50 livres.
De novembre 2005 à mars 2007, les questions posées lors du test étaient basées sur les chapitres 2 à 4 du livret Life in the United Kingdom: A Journey to Citizenship. Ce livret est réécrit en mars 2007, et les questions sont alors basées sur les chapitres 2 à 6. Les autres chapitres traitaient des connaissances et de la compréhension du monde du travail et des besoins de la vie quotidienne, dont le logement, le salaire, la santé et l'éducation. Une troisième édition du livret, Life in the United Kingdom: A Guide for New Residents, est publiée en 2013 et comporte de nouvelles modification de son contenu. Le test portait alors sur les chapitres « Les Valeurs et principes du Royaume-Uni », « Qu'est-ce que le Royaume-Uni ? », « Une histoire longue et illustre », « Une société moderne et prospère » et « Le gouvernement du Royaume-Uni, la loi et votre rôle ».
Lors du lancement du test, les sujets portaient principalement sur l'Angleterre. La seconde édition du livret comprenait davantage de détails au sujet de la vie britannique au Pays de Galles, en Irlande du Nord et en Écosse. Les candidats qui passent le test reçoivent un sujet relié à leur lieu de résidence. Par exemple, les candidats habitant en Écosse ont une question au sujet du Parlement écossais, mais pas du Senedd.

## Taux de réussite
Sur les 906 464 tests passés entre 2005 et 2009, 263 641 ont échoué (taux de réussite de 70,9 %). Les résultats des candidats provenant de pays avec une forte tradition d'immigration vers le Royaume-Uni sont variables. Les taux de réussite des Australiens, Canadiens, Néo-Zélandais et Américains étaient tous au-dessus de 95 %. À l'inverse, le taux de réussite des Irakiens, Bengalis, Afghans et Turcs étaient en dessous de 50 %. Le principal pays d'origine des candidats était l'Inde, avec plus de 100 000 tests passés et 79 229 réussis (79,2 %). De plus, les données du 2e trimestre 2010 au 3e trimestre 2014 indiquent que sur les 748 613 tests passés sur la période, 185 863 étaient ratés, soit un taux de réussite de 75,17 %. Ces résultats semblent en premier lieu comparables à ceux des années précédentes. Toutefois, le taux de réussite des versions précédentes était en augmentation constante jusqu'à l'établissement du nouveau test en mars 2013. Avec ce changement, le taux de réussite chute à 70 % en moyenne. L'analyse des taux de réussite du nouveau test dans ses 11 premiers mois (d'avril 2013 à février 2014) montre des différences importantes de réussite selon la nationalité d'origine du candidat. Par exemple, 33 % pour le Laos, 40 % pour l'Afghanistan, 67 % pour la Syrie, 69 % pour le Nigeria, 74 % pour l'Inde et 95 % pour le Canada. Le taux de réussite pour ce même test des pays de l'Union européenne est en moyenne de 86 % (71 % pour l'Autriche, 75 % de la Belgique, 79 % pour la Roumanie, 80 % pour la Lettonie et le Portugal, 81 % pour la Lituanie et les Pays-Bas, 83 % pour Chypre, 84 % pour la Bulgarie, 86 % pour la Finlande et la Suède, 87 % pour l'Estonie, la France et la Pologne, 88% pour la Slovaquie, 89 % pour l'Espagne, 90 % pour la Hongrie, 91 % pour la Grèce et l'Allemagne, 92 % pour la Croatie et l'Italie, 93 % pour la République tchèque, 95 % pour le Danemark et l'Irlande, 100 % pour le Luxembourg, la Slovénie et Malte),,.
Une fois le test terminé, les candidats n'ont pas accès à leur note finale. Les candidats admis sont informés de leur réussite par un courrier contenant une fiche qu'ils doivent signer. Les candidats non-admis reçoivent une courrier qui indique les sujets qu'ils doivent étudier plus en profondeur. Le test peut être passé un nombre illimité de fois. Depuis sa création, de nombreux cas de fraude et de tricherie ont été recensés,,.

## Critiques
Avant son lancement, le test a suscité de nombreuses spéculations des médias britanniques au sujet des questions possibles.
À sa publication, le livret est largement critiqué. Certaines critiques portaient sur le chapitre sur l'histoire du Royaume-Uni, qui est décrit par le Guardian comme un « texte abyssal et absurde », rempli « d'erreurs factuelles, de généralisations hâtives [et] de fausses déclarations grossières ». L'Agence britannique aux frontières a reconnu que la première édition du livret « n'avait pas particulièrement bien rempli [son] rôle ».
En 2008, le baron Goldsmith déclare dans un rapport sur la citoyenneté que le test « est rarement considéré comme un stimulant pour l'apprentissage, bien que ce soit l'un de ses objectifs déclarés ».
En 2011, le gouvernement Cameron annonce son intention d'inclure des questions sur l'histoire du Royaume-Uni dans le test et de supprimer les questions sur l'UE.